# Luigi Ruffo Scilla

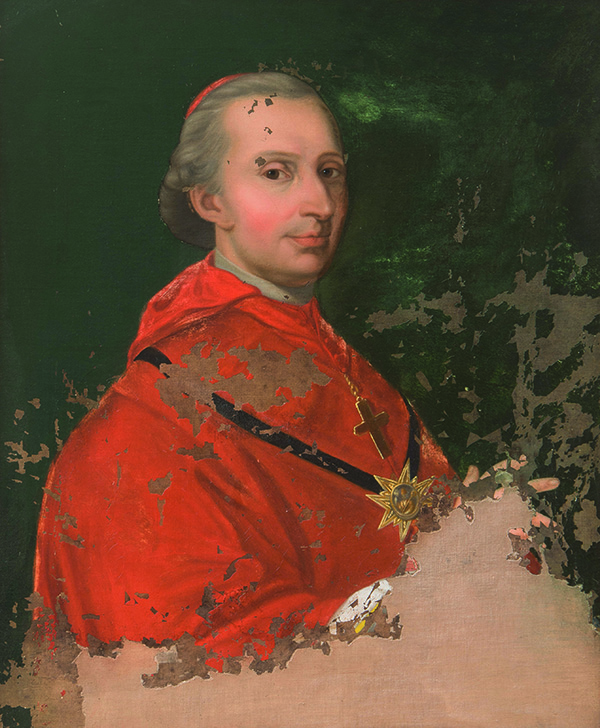
Luigi Kardinal Ruffo Scilla (beschädigtes Gemälde, 19. Jh.)

Luigi Ruffo Scilla (* 25. August 1750 in Sant’Onofrio, Kalabrien; † 17. November 1832 in Neapel) war ein italienischer Kardinal, Apostolischer Nuntius und Erzbischof von Neapel.

## Leben
Er war Sohn von Guglielmo Ruffo, Fürst von Scilla, und Lucrezia Reggio, Fürstin von Campoflorito und Aci. Er studierte an der Universität La Sapienza in Rom und promovierte in utroque iure, das heißt als Doktor der beiden Rechte, am 3. Dezember 1772.
Am 20. Mai 1780 empfing er die Priesterweihe.
Luigi Ruffo Scilla wurde am 11. April 1785 zum Titularerzbischof von Apamea in Bithynien ernannt. Die Bischofsweihe spendete ihm am 24. April 1785 Francesco Saverio de Zelada; Mitkonsekratoren waren Martino Bianchi, Erzbischof von Lucca, und Bischof Pier Luigi Galletti OSB. Er war Nuntius im Großherzogtum Toskana von 26. April 1785 bis 1793. Danach war er Nuntius in Österreich von 23. August 1793 bis 9. August 1802.
Im Konsistorium vom 23. Februar 1801 wurde er zum Kardinalpriester von San Martino ai Monti erhoben und am 9. August desselben Jahres zum Erzbischof von Neapel ernannt.
Am 26. Mai 1806 wurde er von Frankreich ausgewiesen und auf die Festung Gaeta verbannt. 1809 kam er nach Paris und wurde in Saint-Quentin von 1810 bis 1813 inhaftiert. Er gehörte mit zwölf anderen Kardinälen, darunter Carlo Oppizzoni, Cesare Brancadoro, Alessandro Mattei und Pietro Francesco Galleffi, zu den „schwarzen Kardinälen“. Kaiser Napoleon hatte diesen verboten, den Kardinalspurpur zu tragen, weil sie sich geweigert hatten, die Hochzeit des französischen Kaisers mit Erzherzogin Marie-Louise von Österreich am 2. April 1810 zu besuchen. 1813 wurde er nach Fontainebleau verlegt. Später traf er mit Papst Pius VII. und anderen Kardinälen im Schloss von Savona zusammen. Am 10. Juni 1815 kehrte er nach Neapel zurück.
Er nahm am Konklave 1823 teil, welches Papst Leo XII. wählte, am Konklave 1829, welches Papst Pius VIII., und im am Konklave 1830–1831, welches Papst Gregor XVI. wählte. Von 1830 bis 1832 war er Kardinalprotopriester. Er starb 1832 als Erzbischof von Neapel im Alter von 82 Jahren.